# علاقات أونساغر التبادلية
في الديناميكا الحرارية، تعبر علاقات أونساغر التبادلية عن مساواة نسب معينة بين التدفقات والقوى في الأنظمة الترموديناميكية خارج حالة التوازن، ولكن عند وجود مؤشرات على توازن موضعي.
تحدث «العلاقات التبادلية» بين أزواج مختلفة من القوى والتدفقات في عدة أنظمة فيزيائية. مثلًا: لنأخذ أنظمة موائع موصوفة من حيث درجة الحرارة، وكثافة المادة، والضغط. في هذا النوع من الأنظمة من المعروف أن فروق درجة الحرارة تؤدي إلى تدفقات حرارية من الأجزاء الأدفأ إلى الأبرد من النظام، وبشكل مشابه: تؤدي فروق الضغط إلى تدفق المادة من مناطق الضغط المرتفع إلى مناطق الضغط المنخفض. المميز هو ملاحظة أنه عندما يختلف كل من الضغط ودرجة الحرارة، فإن فروق درجة الحرارة عند ضغط ثابت يمكنها أن تسبب تدفق المادة (كما في الحمل الحراري) وفروق الضغط عند درجة حرارة ثابتة يمكنها أن تسبب تدفق الحرارة. قد يكون من المفاجئ أن تدفق الحرارة لوحدة فرق الضغط وتدفق الكثافة (المادة) لوحدة فرق درجات الحرارة متساويان. بيّن لارس أونساغر أن هذا التساوي ضروري باستخدام الميكانيكا الإحصائية كنتيجة لعكوسية الزمن للديناميكا المجهرية (العكوسية المجهرية). النظرية التي طورها أونساغر أعم بكثير من هذا المثال وهي قادرة على التعامل مع أكثر من قوتين ترموديناميكيتين معًا، بشرط أن «مبدأ العكوسية الديناميكية لا ينطبق عند وجود حقول مغناطيسية أو قوى كوريوليس (خارجية)»، إذ «تنهار العلاقات التبادلية» في تلك الحالة.
مع أن نظام الموائع قد يكون موصوفًا بشكل أكثر حدسيةً، إلا أن ارتفاع دقة القياسات الإلكترونية يجعل الإجراءات التجريبية لتبادلية أونساغر أسهل في الأنظمة التي تتضمن ظواهر كهربائية. في الحقيقة، تشير ورقة أونساغر البحثية عام 1931 إلى ظواهر الكهروحرارية والنقل في المحاليل الكهربائية كما كانت تعرف في القرن التاسع عشر، وتشمل النظريات «شبه الترموديناميكية» التي وضعها كل من ثومسون وهيلمهولتز على حدة. تظهر تبادلية أونساغر في الأثر الكهروحراري نفسها في مساواة معاملَي بيلتيير (تدفق الحرارة الناتج عن فرق الجهد) وسيبيك (التيار الكهربائي الناتج عن فرق درجة الحرارة) للمادة الكهروحرارية. كذلك، فإن معاملات ما يسمى «الكهرباء الانضغاطية المباشرة» (التيار الكهربائي الناتج عن الإجهاد الميكانيكي) و«الكهرباء الانضغاطية العكسية» (التشوه الناتج عن فرق الجهد) متساوية. للعديد من الأنظمة الحركية -كمعادلة بولتزمان أو الكيمياء الحركية- ترتبط علاقات أونساغر ارتباطًا وثيقًا بمبدأ التوازن المفصل وتتبعها في التقريب الخطي قرب حالة التوازن.
جمع د. ج. ميلر التأكيدات التجريبية على علاقات أونساغر التبادلية وحللها لعدة أصناف من العمليات غير العكوسة، تحديدًا العمليات الكهروحرارية، والكهروحركية، والانتقال في المحاليل الكهرليتية، والانتشار، وتوصيل الحرارة والكهرباء في المواد الصلبة غير المتناظرة (الأنيزونتروبية)، والحرارية المغناطيسية والغلفانومغناطيسية. في هذه المراجعة التقليدية، تعتبر التفاعلات الكيميائية «حالات هزيلة» وأدلة غير حاسمة. هناك من التحليل النظري والتجارب ما يدعم العلاقات التبادلية للحركة الكيميائية مع النقل.
مُنح لارس أونساغر لاكتشافه هذه العلاقات التبادلية جائزة نوبل في الكيمياء عام 1968. أشار الخطاب التقديمي إلى القوانين الثلاثة للديناميكا الحرارية ثم أضاف: «يمكن القول إن علاقات أونساغر التبادلية تمثل قانونًا إضافيًّا يجعل الدراسة الترموديناميكية للعمليات غير العكوسة أمرًا ممكنًا». حتى أن بعض المؤلفين وصفوا علاقات أونساغر بأنها «القانون الرابع للديناميكا الحرارية».

## مثال: نظام موائع

### العلاقة الأساسية
الكمون الترموديناميكي الأساسي هو الطاقة الداخلية. في نظام موائع بسيط، وبإهمال آثار اللزوجة يمكن كتابة العلاقة الترموديناميكية الأساسية كما يلي:
{\displaystyle \mathrm {d} U=T\,\mathrm {d} S-P\,\mathrm {d} V+\mu \,\mathrm {d} M}
حيث U هي الطاقة الداخلية، T هي درجة الحرارة، S هي الإنتروبيا، P هي الضغط الهيدروستاتيكي، V هو الحجم، {\displaystyle \mu } هو الكمون الكيميائي، M الكتلة. يمكن كتابة العلاقة الأساسية عند حجم ثابت بمعرفة كثافة الطاقة الداخلية، u، وكثافة الإنتروبيا s، وكثافة الكتلة {\displaystyle \rho } كما يلي:
{\displaystyle \mathrm {d} u=T\,\mathrm {d} s+\mu \,\mathrm {d} \rho }
في الأنظمة غير المائعة أو الأنظمة الأكثر تعقيدًا سيكون هناك مجموعة متغيرات مختلفة تصف علاقة العمل (الشغل)، ولكن المبدأ هو نفسه. يمكن حل العلاقة السابقة لأجل كثافة الإنتروبيا:
{\displaystyle \mathrm {d} s=(1/T)\,\mathrm {d} u+(-\mu /T)\,\mathrm {d} \rho }
التعبير السابق عن القانون الأول بالنسبة لتغير الإنتروبيا يعرف المتغيرات المزدوجة الإنتروبية {\displaystyle u} و{\displaystyle \rho }، اللذان هما {\displaystyle 1/T} و{\displaystyle -\mu /T} وهما كميتان مكثفتان تماثلان الطاقات الكامنة؛ يُدعى تدرجاهما قوتين ترموديناميكيتين لأنهما تسببان تدفقات للمتغيرات الشمولية الموافقة كما تصف العلاقات التالية.

### علاقات الاستمرار
يعبر عن انحفاظ المادة موضعيًّا بحقيقة أن تدفق كثافة الكتلة {\displaystyle \rho } يحقق معادلة الاستمرارية:
{\displaystyle {\frac {\partial \rho }{\partial t}}+\nabla \cdot \mathbf {J} _{\rho }=0}
حيث {\displaystyle \mathbf {J} _{\rho }} شعاع تدفق الكتلة. صياغة انحفاظ الطاقة ليست بشكل عام على شكل معادلة استمرار لأنها تشمل مساحات من كل من الطاقة العيانية الميكانيكية لجريان المائع والطاقة الداخلية المجهرية. ولكن، إذا افترضنا أن السرعة العيانية للمائع مهملة، نحصل على انحفاظ الطاقة بالشكل التالي:
{\displaystyle {\frac {\partial u}{\partial t}}+\nabla \cdot \mathbf {J} _{u}=0}
حيث {\displaystyle u} كثافة الطاقة الداخلية، و{\displaystyle \mathbf {J} _{u}} تدفق الطاقة الداخلية.
بما أننا مهتمون بدراسة مائع عام غير مثالي، فإن الإنتروبيا ليست محفوظةً موضعيًّا وتطورها المحلي يمكن أن يعطى على شكل كثافة إنتروبيا {\displaystyle s} كالتالي:
{\displaystyle {\frac {\partial s}{\partial t}}+\nabla \cdot \mathbf {J} _{s}={\frac {\partial s_{c}}{\partial t}}}
حيث {\displaystyle {\frac {\partial s_{c}}{\partial t}}} معدل ازدياد كثافة الإنتروبيا بسبب العمليات غير العكوسة للوصول إلى حالة التوازن التي تحدث في المائع، و{\displaystyle \mathbf {J} _{s}} تدفق الإنتروبيا.

### معادلات الظواهر
في غياب تدفقات المادة، يكتب قانون فورييه عادةً كالتالي:
{\displaystyle \mathbf {J} _{u}=-k\,\nabla T}
حيث {\displaystyle k} الموصلية الحرارية. ولكن هذا القانون هو مجرد تقريب خطي، ويبقى صالحًا فقط في حالة{\displaystyle \nabla T\ll T}، مع احتمال كون الموصلية الحرارية تابعةً لمتغيرات الحالة الترموديناميكية، ولكن ليس لتدرجات تلك المتغيرات ولا للمعدل الزمني للتغير. بافتراض أن هذه هي الحالة، يمكن أيضًا كتابة قانون فورييه كما يلي:
{\displaystyle \mathbf {J} _{u}=kT^{2}\nabla (1/T)}
في غياب التدفقات الحرارية، يكتب قانون فيك للانتشار عادةً كما يلي:
{\displaystyle \mathbf {J} _{\rho }=-D\,\nabla \rho }
حيث D معامل الانتشار. بما أن هذا أيضًا تقريب خطي وبما أن الكمون الكيميائي يزداد بشكل منتظم (دالة رتيبة) مع الكثافة عند درجة حرارة ثابتة، يمكن أيضًا كتابة قانون فيك كما يلي:
{\displaystyle \mathbf {J} _{\rho }=D'\,\nabla (-\mu /T)\!}
حيث، ومن جديد، {\displaystyle D'} تابع لبارامترات الحالة الترموديناميكية، ولكن ليس لتدرجاتها ولا للمعدل الزمني للتغير. للحالة العامة التي يوجد فيها تدفق لكل من الكتلة والطاقة، يمكن كتابة معادلات الظواهر كما يلي:
{\displaystyle \mathbf {J} _{u}=L_{uu}\,\nabla (1/T)+L_{u\rho }\,\nabla (-\mu /T)}
{\displaystyle \mathbf {J} _{\rho }=L_{\rho u}\,\nabla (1/T)+L_{\rho \rho }\,\nabla (-\mu /T)}
أو بشكل أكثر اختصارًا:
{\displaystyle \mathbf {J} _{\alpha }=\sum _{\beta }L_{\alpha \beta }\,\nabla f_{\beta }}
حيث «القوتان الترموديناميكيتان» الإنتروبيتان المرافقتان «للإزاحتين» {\displaystyle u} و{\displaystyle \rho } هما {\displaystyle f_{u}=(1/T)} و{\displaystyle f_{\rho }=(-\mu /T)} و{\displaystyle L_{\alpha \beta }} هي مصفوفة أونساغر لمعاملات النقل.

### معدل إنتاج الإنتروبيا
من المعادلة الأساسية ينتج أن:
{\displaystyle {\frac {\partial s}{\partial t}}=(1/T){\frac {\partial u}{\partial t}}+(-\mu /T){\frac {\partial \rho }{\partial t}}}
و
{\displaystyle \mathbf {J} _{s}=(1/T)\mathbf {J} _{u}+(-\mu /T)\mathbf {J} _{\rho }=\sum _{\alpha }\mathbf {J} _{\alpha }f_{\alpha }}
باستخدام معادلات الاستمرار، يمكن كتابة معدل إنتاج الإنتروبيا على الشكل:
{\displaystyle {\frac {\partial s_{c}}{\partial t}}=\mathbf {J} _{u}\cdot \nabla (1/T)+\mathbf {J} _{\rho }\cdot \nabla (-\mu /T)=\sum _{\alpha }\mathbf {J} _{\alpha }\cdot \nabla f_{\alpha }}
وبإدخال معادلات الظواهر:
{\displaystyle {\frac {\partial s_{c}}{\partial t}}=\sum _{\alpha }\sum _{\beta }L_{\alpha \beta }(\nabla f_{\alpha })\cdot (\nabla f_{\beta })}
يمكن ملاحظة أنه بما أن إنتاج الإنتروبيا يجب أن يكون أكبر من الصفر، فإن مصفوفة أونساغر للمعاملات الظواهرية {\displaystyle L_{\alpha \beta }} هي مصفوفة موجبة نصف محددة.

### علاقات أونساغر التبادلية
كانت مساهمة أونساغر لاستعراض أن {\displaystyle L_{\alpha \beta }} ليست نصف محددة وحسب، بل هي أيضًا متناظرة، باستثناء الحالات التي يتحطم فيها تناظر العكوسية الزمنية. بكلمات أخرى: المعاملان المرتبطان تبادليًّا {\displaystyle \ L_{u\rho }} و{\displaystyle \ L_{\rho u}} متساويان. حقيقة أنهما على الأقل متناسبان تنتج من تحليل بعدي بسيط (أي أن كلًّا من المعاملين مقاس باستخدام نفس وحدات جداء درجة الحرارة بالكثافة الكتلية).
يستخدم معدل إنتاج الإنتروبيا للمثال البسيط السابق فقط قوتين إنتروبيتين، ومصفوفة أونساغر ظواهرية بأبعاد 2×2. يمكن غالبًا التعبير عن علاقة التقريب الخطي للتدفقات ومعدل إنتاج الإنتروبيا بطريقة تحاكي العديد من الأنظمة الأكثر عمومًا وتعقيدًا.